# Mohammed Abu
Mohammed Abu (Accra, 14 de novembro de 1991) é um futebolista profissional ganês que atua como meia.

## Carreira
Mohammed Abu fez parte do elenco da Seleção Ganesa de Futebol na Campeonato Africano das Nações de 2012.